# Astragalus michaelis
Astragalus michaelis är en ärtväxtart som beskrevs av Antonina Georgievna Borissova. Astragalus michaelis ingår i släktet vedlar, och familjen ärtväxter. Inga underarter finns listade i Catalogue of Life.